# Liscannor
Liscannor (en irlandais : Lios Ceannúir, litt. « fort circulaire de Ceannúir ») est un village du comté de Clare en Irlande, dans la paroisse civile de Kilmacrehy.
Il est situé sur la côte ouest de l'Irlande, à environ 5 km des falaises de Moher.

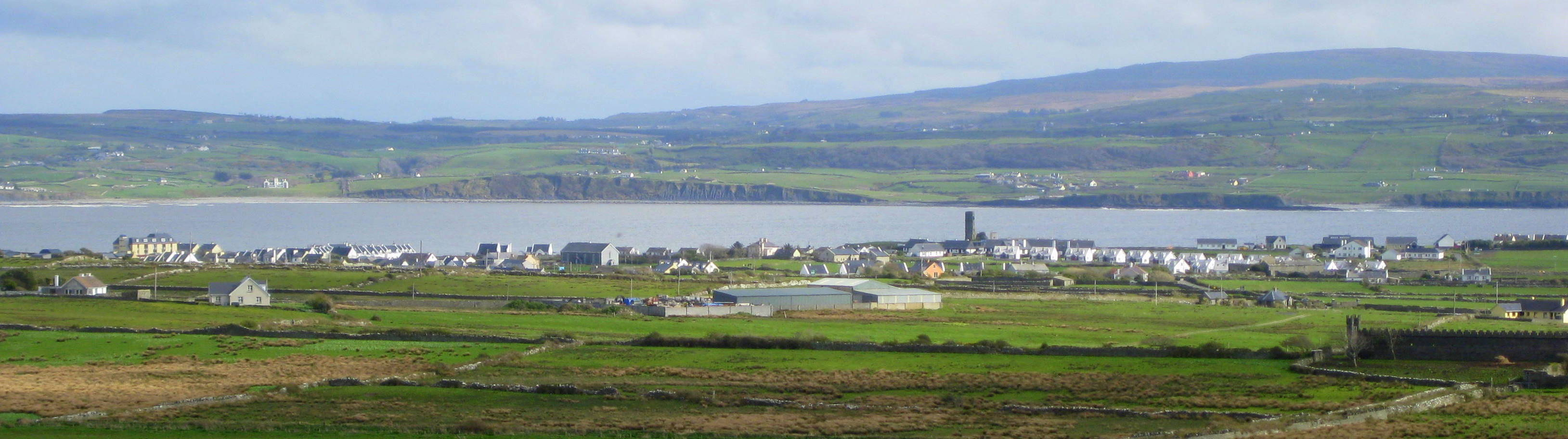
Panorama de Liscannor

La population était de 135 habitants en 2022.

## Sites
- Les falaises de Moher sont l'une des principales attractions touristiques d'Irlande et comprennent une colonie protégée d'oiseaux marins nichant dans les falaises. La zone a été désignée comme refuge pour la faune en 1988, et comme zone de protection spéciale pour les oiseaux (ZPS) en vertu de la directive européenne sur les oiseaux en 1989[13].

- Cill MacCreiche (église de Kilmacreehy) est documentée pour la première fois au XIVe siècle, mais certaines structures de l'église, y compris son ornementation gothique, sont des ajouts ultérieurs.

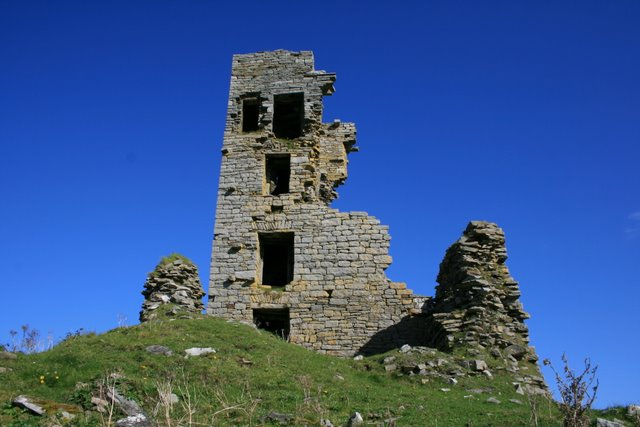
Ruines du château de Liscannor.

- Le château de Liscannor était une forteresse des O'Connor qui, comme le château de Dough, passa plus tard aux O'Brien. Les ruines comprennent une tour de six étages avec un escalier en colimaçon à l'est et un bâtiment principal plus bas à côté.

- Situé sur un site de célébrations préchrétiennes de Lughnasadh, le puits de Brigitte, dédié à Brigitte de Kildare, est situé près des falaises de Moher. Derrière le puits, à un niveau plus élevé, se trouve un ancien cimetière.

- Le port de Liscannor a été construit entre 1825 et 1831. Par le passé, il était une plaque tournante pour les bateaux de pêche, ainsi qu'un lieu d'exportation de la pierre de Liscannor extraite des carrières locales et un lieu d'approvisionnement en charbon. Pendant les mois d'été, un service de ferry relie le port au pied des falaises de Moher et aux îles d'Aran.

- Un centre dédié à John Philip Holland, né à Liscannor, a ouvert ses portes en 2016, composé d'expositions sur sa vie et son travail sur les sous-marins.

Le culte catholique est célébré dans deux églises : Sainte-Brigitte à Liscannor, construite en 1858, et à Moymore, datant de 1877, sur un site élevé surplombant la baie.